# Darchimi
Das Darchimi war ein arabisches Gewichtsmaß.
- 1 Darchimi = ⅛ Unze = ¼ Lot